# Yes, It's True
Yes, It's True è un album in studio del gruppo musicale statunitense The Polyphonic Spree, pubblicato nel 2013.

## Tracce
Testi e musiche di Tim DeLaughter, tranne dove indicato diversamente.
1. Section 33 (You Don't Know Me) – 3:24
2. Section 24 (Popular By Design) – 4:13
3. Section 35 (Hold Yourself Up) – 4:23 (Tim DeLaughter, Julie A. Doyle)
4. Section 36 (Carefully Try) – 3:54
5. Section 37 (You're Golden) – 4:08
6. Section 38 (Heart Talk) – 3:42
7. Section 39 (Blurry Up the Lines) – 4:25
8. Section 40 (Let Them Be) – 3:13
9. Section 41 (Raise Your Head) – 5:17
10. Section 42 (What Would You Do?) – 4:36 (Tim DeLaughter, Julie A. Doyle)
11. Section 43 (Battlefield) – 7:27 – traccia fantasma strumentale da 4:08

Tracce bonus di iTunes
1. Bullseye – 5:54